# Feldbahn der Domäne von Cobazet
| Decauville-Lokomotive Stéatite |                                        |                                              |                                              |
| Streckenverlauf |                                        |                                              |                                              |
| Streckenlänge: | 1886–1950: 12 km um 1890–um 1907: 7 km |                                              |                                              |
| Spurweite: | 600 mm (Schmalspur)                    |                                              |                                              |
| |                                        |                                              |                                              |
| \| \| 0 \| Steinbruch \| Steinbruch \| \| \| \| Refuge de Caillau \| \| \| \| 7 \| Gare de Cobazet Bergstation der Luftseilbahn \| Gare de Cobazet Bergstation der Luftseilbahn \| \| \| 12 \| Gare d’Estardé \| Gare d’Estardé \| \| \| \| Cortals Combo \| \| \| \| \| Standseilbahn \| \| \| \| \| Campôme \| \| |                                        |                                              |                                              |
| Kopfbahnhof Streckenanfang (Strecke außer Betrieb) | 0                                      | Steinbruch                                   | Steinbruch                                   |
| Bahnhof (Strecke außer Betrieb) |                                        | Refuge de Caillau                            | Refuge de Caillau                            |
| Bahnhof (Strecke außer Betrieb) | 7                                      | Gare de Cobazet Bergstation der Luftseilbahn | Gare de Cobazet Bergstation der Luftseilbahn |
| Kopfbahnhof Streckenende (Strecke außer Betrieb) | 12                                     | Gare d’Estardé                               | Gare d’Estardé                               |
| U-Bahn-Kopfbahnhof Streckenanfang (Strecke außer Betrieb) |                                        | Cortals Combo                                | Cortals Combo                                |
| |                                        | Standseilbahn                                |                                              |
| U-Bahn-Kopfbahnhof Streckenende (Strecke außer Betrieb) |                                        | Campôme                                      | Campôme                                      |

Die Feldbahn der Domäne von Cobazet (französisch Chemin de fer de la domaine de Cobazet) war eine von 1886 bis um 1950 betriebene 12 km lange Feldbahn in den Pyrenäen bei Mosset in Frankreich.

## Geschichte
Baron Fernand Marie de Chefdebien-Zagarrira (1836–1914) erwarb 1883 bei einer Versteigerung die Domäne von Cobazet, ein sehr großes Landgut mit 1851 ha bei Mosset. Neben Weiden und Kiefern-, Tannen- und Buchenwäldern gehörte dazu auch ein Steinbruch oberhalb von der Schutzhütte Refuge de Caillau. Dort hatte der Vorarbeiter Remy Jacomy (1818–1889) Talk abgebaut.
Der Baron errichtete eine Schmalspurbahn, um den Speckstein (französisch Stéatite) aus dem Steinbruch in 1600 m Höhe zum Gare d’Estardé – der Bergstation einer Standseilbahn auf 1220 m Höhe – zu bringen. Um den im Steinbruch abgebauten Speckstein zu vermarkten, wandelte er ihn in einer Chemiefabrik in Prades in Poudre Chefdebien um, das gegen Erkrankungen von Weinreben eingesetzt wurde.

## Gleisbau
Die Schienen waren jeweils 6 Meter lang. Sie stammten aus der Tamaris-Schmiede von in Alès und waren entweder gerade oder gebogen. Der Vermessungs-Ingenieur hat die Bögen der Strecke so berechnet, dass ihre Länge ein Vielfaches von 6 m betrug. Die ersten Schienen wurden Ende September 1885 in nummerierten Paketen geliefert, damit der Zusammenbau wie bei einem Meccano-Baukasten möglichst leicht war.
Am 10. Oktober 1885 wurden die ersten 330 Meter Gleis verlegt. Nach einer durch den ersten Schneefall bedingten Winterpause wurde ab dem 14. Mai 1886 mit dem Streckenabschnitt von Caillauet nach Canrec begonnen. Auf der Strecke war nur eine Brücke über den Còrrec de Canrec erforderlich. Die Strecke sollte bei einem Rhythmus von 300 Metern pro Tag spätestens am 15. Juni 1886 Cobazet erreichen, was trotz durch starke Regenfälle verursachte Verzögerungen eingehalten wurde. Am 19. Juni 1886 erreichte die Strecke den Col des Vigues. Es kam aber aufgrund des schlechten Unterbaus zu vielen Entgleisungen, so dass die Trassenführung verbessert werden musste.

## Verkürzung der Strecke
Nach der Inbetriebnahme einer Luftseilbahn, mit der die Wechselbehälter der Kipploren transportiert werden konnten, verkürzte sich die Feldbahnstrecke auf 7 Kilometer. Der Gare d’Estardé wurde daraufhin 1916 außer Betrieb genommen und an die französische Armee verkauft. Der Rest des Netzwerks wurde schließlich um 1950 stillgelegt, als Lastwagen für den Transport eingesetzt werden konnten.

## Schienenfahrzeuge
Die von dem Baron aus dritter Hand beschaffte Decauville-Lokomotive Stéatite tat sich in dem wasserarmen Gebiet schwer, die leeren Loren bergauf zu ziehen. Nachträglich angebrachte trichterförmige Sand-Behälter hinten am Führerstand weisen darauf hin, dass die Räder der Lok oft durchdrehten.
| Nr.                          | Baujahr | Bauart | Spurweite | Leer- gewicht | Dienst- gewicht | Name     | Anmerkungen |
| ---------------------------- | ------- | ------ | --------- | ------------- | --------------- | -------- | --- |
| N° 412                       | 1904    | B n2t  | 600 mm    | 3.25 t        |                 | Stéatite | Decauville-Dampflok. Gehörte ursprünglich Duncan Pingorial, später zwei weiteren Besitzern, danach De Chefdebien & Cie, Mosset |
| N° 878, 880, 885, 889 u. 918 |         |        | 600 mm    |               |                 |          | Fünf Kipploren |
|                              |         |        | 600 mm    |               |                 |          | Zwei Güterwagen, die auch für den Personentransport eingesetzt wurden                                                          |
|                              | Um 1913 |        | 600 mm    |               |                 |          | Drehgestellwagen zum Langholztransport oder zum Transport von hölzernen Wechselbehältern für Gestein oder Personen             |

## Modellbau
Die Lokomotive ist das Vorbild der von Jouef hergestellten Modelleisenbahnlokomotive V10 von 1967.

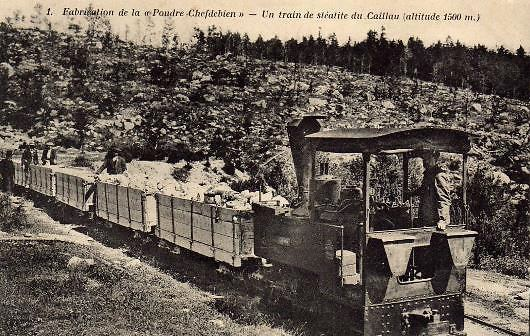
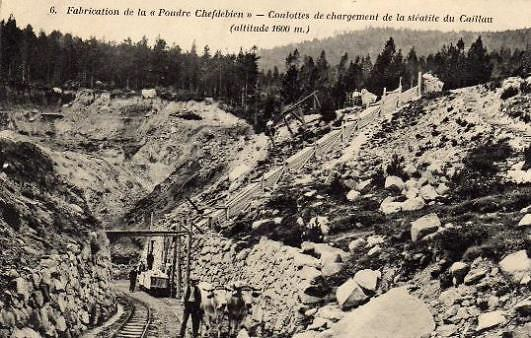